# Col d'Ugeon
Le col d'Ugeon ou col de Bise du nom de l'alpage de Bise au sud-ouest est un petit col de Suisse situé dans les Alpes, dans le massif du Chablais, au-dessus de Saint-Gingolph et de Vouvry, dans le canton du Valais. Franchi par un sentier reliant l'alpage de Bise en Haute-Savoie au sud-ouest à celui de Taney dans le Valais à l'est, il est dominé par la dent du Lan au nord-ouest et la dent du Loup au sud dans le prolongement de l'arête nord des Cornettes de Bise.
La frontière entre la France et la Suisse passe juste à l'ouest du col, dans le marais d'Ugeon, à environ 200 mètres ; c'est l'un des rares endroits où cette frontière ne suit pas la ligne de crête dans sa partie alpine.